# أحمد بن إبراهيم بدر

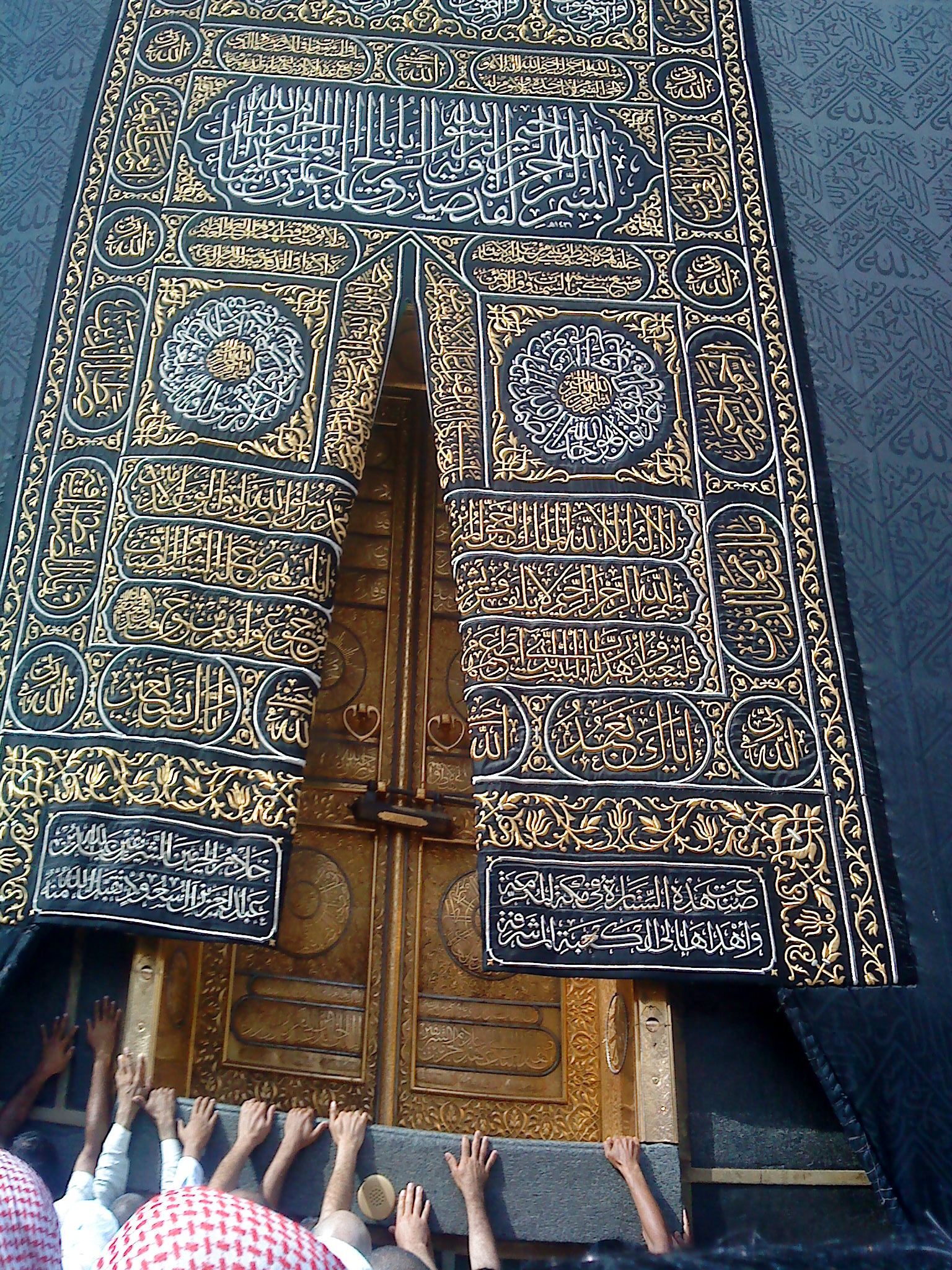
باب الكعبة.

أحمد بن إبراهيم بدر (1339 - 1430 هـ/ 1920 - 2009 م) هو شيخ الصاغة بمكة المكرمة. وهو صانع باب الكعبة والميزاب واطار الحجر الأسود.
ولد بمكة وتعلم بمدرسة الفلاح وفي سن الخامسة عشر ذهب للعمل مع والده في الصياغة. عمل في دكان والده الشيخ إبراهيم بدر الذي كان في شارع الصاغة بزقاق الحجر حتى ازيل هذا الدكان ضمن التوسعة عام 1409 هـ.
وقد صنع أحمد بدر الباب الجديد الحالي الذي امر بصنعه الملك خالد بن عبدالعزيز آل سعود وتم تركيبه في الثاني والعشرين من شهر ذي القعدة عام 1399 هـ. كما صنع اطار الحجر الأسود الذي تم تركيبه في شهر رمضان عام 1399 هـ.
توفي في ذو القعدة 1430 هـ / تشرين الثاني 2009 م وصلي على جثمانه في المسجد الحرام.